# Équation de Rarita-Schwinger
En physique théorique, l’équation de Rarita-Schwinger décrit le comportement des fermions de spin –3/2. Cette équation est similaire à celle de Dirac qui s'applique aux particules élémentaires de spins demi-entiers, comme les électrons. Elle a été formulée pour la première fois par William Rarita et Julian Schwinger en 1941. Elle peut être écrite de la manière suivante :
{\displaystyle \left(\epsilon ^{\mu \nu \rho \sigma }\gamma _{5}\gamma _{\nu }\partial _{\rho }+m\sigma ^{\mu \sigma }\right)\psi _{\sigma }=0}
où {\displaystyle \epsilon ^{\mu \nu \rho \sigma }} est le symbole de Levi-Civita, {\displaystyle \gamma _{5}} et {\displaystyle \gamma _{\nu }} sont les matrices de Dirac, {\displaystyle m} est la masse, {\displaystyle \sigma ^{\mu \nu }\equiv i/2\left[\gamma ^{\mu },\gamma ^{\nu }\right]} et {\displaystyle \psi _{\sigma }} est un spineur à valeurs vectorielles avec des composantes supplémentaires par rapport au spineur à quatre composants de l'équation de Dirac. Il correspond à la théorie de la représentation du groupe de Lorentz (en) {\displaystyle \left({\tfrac {1}{2}},{\tfrac {1}{2}}\right)\otimes \left(\left({\tfrac {1}{2}},0\right)\oplus \left(0,{\tfrac {1}{2}}\right)\right)}, ou plutôt à sa partie {\displaystyle \left(1,{\tfrac {1}{2}}\right)\oplus \left({\tfrac {1}{2}},1\right)}. Cette équation de champ (en) peut être calculée comme l'équation d'Euler-Lagrange correspondant au lagrangien de Rarita-Schwinger :
{\displaystyle {\mathcal {L}}=-{\tfrac {i}{2}}\;{\bar {\psi }}_{\mu }\left(\epsilon ^{\mu \nu \rho \sigma }\gamma _{5}\gamma _{\nu }\partial _{\rho }+m\sigma ^{\mu \sigma }\right)\psi _{\sigma }}
où {\displaystyle {\bar {\psi }}_{\mu }} est l’adjoint de Dirac.
Cette équation est utile pour les fonctions d'onde d'objets composites comme les baryons Delta (Δ) ou pour l'hypothétique gravitino. Aucune particule élémentaire de spin 3/2 n'a été observée expérimentalement.